# Kanton Houdain
Houdain (Nederlands: Hosden) is een voormalig kanton van het Franse departement Pas-de-Calais. Het kanton maakte deel uit van het arrondissement Béthune. In 2015 werd het kanton opgeheven. Behalve Camblain-Châtelain en Ourton, die naar het kanton Auchel gingen, werd de rest heringedeeld bij het kanton Bruay-la-Buissière.

## Gemeenten
Het kanton Houdain omvatte de volgende gemeenten:
- Beugin (Belgin)
- Camblain-Châtelain
- Caucourt
- Estrée-Cauchy
- Fresnicourt-le-Dolmen
- Gauchin-Légal
- Hermin
- Houdain (Hosden) (hoofdplaats)
- Maisnil-lès-Ruitz
- Ourton (Orten)
- Rebreuve-Ranchicourt